# Объективность (журналистика)
Объективность (англ. Objectivity) — один из основных принципов журналистского ремесла.
Подразумевается не столько научная точность, сколько «такое освещение фактов, которое исключает эмоции и отделяет факты от мнений».
Колумнист Андрей Архангельский отмечал, что понятие «объективность прессы» складывается из совокупности субъективных, принципиально разных мнений; из наличия принципиально разных журналов, газет, телеканалов. Однако, полностью одностороннее изложение спорного контента является несомненным признаком тоталитарной, а не демократической журналистики.

## Международная практика
Во втором положении Международных принципов профессиональной этики журналиста сказано:

Верность журналиста объективной реальности. Первейшая задача журналиста — гарантировать людям получение правдивой и достоверной информации посредством честного отражения объективной реальности. Журналист излагает факты добросовестно, сохраняя их подлинный смысл и не допуская искажений. Он максимально использует свои творческие способности для того, чтобы общественность получила достаточно материала, позволяющего ей сформировать точное и связное представление о мире. Так, чтобы происхождение, природа и сущность событий, течение и положение дел были поняты как можно более объективно

Финский учёный Ларс Бруун проанализировал журналистские кодексы 59 стран: на первом месте отмечается требование правдивого распространения информации (в 53 из 59 разобранных документов).